# Никодим Тисманский
Никодим Тисманский; Никодим Вратненский; Никодим Видинский; Никодим Бдинский — православный святой, преподобный, второй болгарский после св. Ивана Рильского, посвященный в чин святых болгарского народа.
Память о святом совершается 26 декабря.
Православный покровитель округов Поморавье и Валахия, направляя их в истинной вере и исихазме.
В истории религии он наиболее известен своей посреднической ролью в признании Константинопольским патриархатом — Печского патриархата, который после поместного собора в Скопье 16 апреля 1346 года, на Пасху, был предан анафеме Константинополем за царский титул Стефана Душана как такового сербов и греков.
Он проживал в монастыре Хилендар, где он стал союзником Евфимия Тырновского, после чего он проповедовал исихазм в Видинском царстве и за Дунаем в Валахии, основав монастырь Манастирица и за Дунаем — Водица и Тисмана, а затем к югу от Дуная подъём к монастырю Вратна, а также на севере, отреставрировав монастырь Прислоп, превратив его в православную святыню.
Румынский протохронизм, наряду с сербским, возвел Никодима Тисманского как первого румынского автора четырёх евангелий, написанных на среднеболгарском языке.

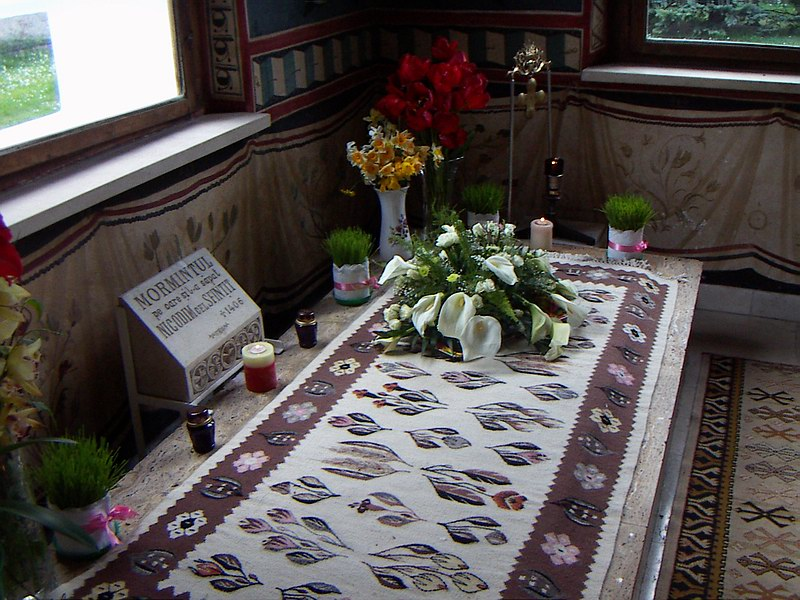
Могила Никодима Тисманского